# Офицерский класс подводного плавания
Офицерский класс подводного плавания — учебное подразделение Российского императорского флота для подготовки квалифицированных офицеров подводного плавания. Образован в 1906 году в составе Учебного отряда подводного плавания в Либаве.

## История
В конце XIX — начале XX веков новым видом вооружения на море в европейских странах стали подводные лодки (ПЛ). С января 1901 года, по предложению главного инспектора кораблестроения России генерал-лейтенанта Е. Н. Кутейникова, началось проектирование и строительство боевых подводных лодок. 4 января 1901 года Морское министерство утвердило «Строительную комиссию подводных лодок», которую возглавил инженер-кораблестроитель И. Г. Бубнов, он же разработал проект первой отечественной подводной лодки «Дельфин». Лодка была построена и 18 июня 1904 года вошла в состав Балтийского флота
В связи с началом серийного строительства подводных лодок остро встал вопрос о подготовке офицеров-специалистов и команд для службы на них. Комплектование формируемых экипажей ПЛ проходило исключительно из добровольцев, их практическое обучение проводилось непосредственно на подводной лодке «Дельфин». Учителем и наставником первых подводников был командир лодки капитан 2 ранга М. Н. Беклемишев.
В феврале 1906 года по инициативе заведующего подводным плаванием Императорского флота контр-адмирала Э. Н. Щенсновича в Либаве (при порте императора Александра III) началось формирование Учебного отряда подводного плавания. 6 (19) марта 1906 года указом императора Российской империи Николая II в классификацию судов военного флота был включён новый класс боевых кораблей — подводные лодки (День моряка-подводника). 27 марта (9 апреля) 1906 года указом императора № 27614 Учебный отряд подводного плавания был учреждён официально.
Начальником отряда был назначен Э. Н. Щенснович. 27 марта — определён штат отряда, а 3 июня 1906 года приказом по Морскому ведомству утверждено «Положение об Учебном отряде подводного плавания», которым предусматривалось формирование при отряде: командования отряда, Офицерского класса и Школы рядовых.
В состав отряда вошли все наличные подводные лодки Балтийского флота: учебное судно «Хабаровск», подводные лодки «Пескарь», «Белуга», «Сиг», «Стерлядь», «Минога», «Окунь», «Макрель». На этих подводных лодках начали проходить подготовку первые 7 офицеров и 20 матросов, из числа офицеров и команд подводных лодок, вошедших в состав Отряда и уже имевших опыт подводного плавания. Размещались учащиеся на учебном судне «Хабаровск».
До 1 ноября заканчивался набор офицеров в отряд и начинался зимний период обучения. Офицеры изучали теоретические основы и устройство подводных лодок. В летний период обучения, продолжавшийся с апреля по сентябрь включительно, офицеры-слушатели распределялись по подводным лодкам. В практических плаваниях они сначала последовательно исполняли обязанности нижних чинов каждой специальности: рулевой, минной, минно-машинной и водолазной. В заключительный период обучения офицеры практиковались в управлении лодками, торпедной стрельбе, участвовали в тактических учениях. Общая продолжительность обучения офицеров составляла 10 месяцев.
В 1907 году был произведён первый выпуск 68 офицеров. Вместе с выпускниками этого класса экзамен держали и те офицеры, которые ранее служили на ПЛ и уже имели опыт подводного плавания. Всем выпускникам впервые циркуляром Главного морского штаба № 269 было присвоено звание офицера подводного плавания.
7 июня 1907 года начальником отряда подводного плавания на Балтийском море был назначен капитан 1 ранга П. П. Левицкий, который исполнял эту должность до 1911 года. В том же году он сдал экзамены за курс офицерского класса, и ему было присвоено звание офицера подводного плавания.
В 1908 году класс окончили 24 офицера, в 1909 — 11. Окончательно офицерский класс сформировался к 1909 году, были определены программы и порядок обучения, составлены учебные пособия. В офицерский класс принимались офицеры, от 5 до 24 кандидатов в год, прослуживших на надводных кораблях три года и пригодных по состоянию здоровья служить на подводных лодках.
Прошедшим полный курс теоретического и практического обучения и успешно сдавшим выпускные экзамены, циркуляром Главного морского штаба присваивалось звание офицера подводного плавания и предоставлялось право на ношение специального нагрудного знака «Офицер подводного плавания», утверждённого 26 января 1909 года приказом № 19 по Морскому ведомству. Знак, изготовленный из серебра 84-й пробы, представлял собой круг, образованный якорь-цепью. Внутри круга — вертикально поставленный, обвитый канатом якорь Холла и горизонтально расположенный силуэт подводной лодки.
До первой мировой войны класс подводного плавания окончили около 120 слушателей, в том числе строевые офицеры флота, инженеры-механики, корабельные инженеры, офицеры по адмиралтейству и морские врачи
В августе 1914 года в связи с началом Первой мировой войны Либавский Учебный отряд вместе с офицерским классом был переведён в Ревель, а в апреле 1915 года — в Петроград 
В 1918 году офицерский класс подводного плавания вместе с другими подобными классами и офицерскими школами преобразовали в Соединённые классы для подготовки специального комсостава РККФ.

## Известные выпускники офицерского класса подводного плавания
- Власьев, Сергей Николаевич (выпуск 1907)
- Вурм, Николай Васильевич (1909)
- Гадд, Александр Оттович (1907)
- Гарсоев, Александр Николаевич (1911)
- Гудим, Николай Александрович (1907)
- Дорожинский, Станислав Фаддеевич (1913)
- Зарубин, Николай Александрович (1911)
- Кейзерлинг, Архибальд фон (1908)
- Киверов, Сергей Яковлевич (1907)
- Клочковский, Вячеслав Евгеньевич (1907)
- Кржижановский, Николай Людвигович (1907)
- Левицкий, Павел Павлович (1911)
- Мациевич, Лев Макарович (1907), корабельный инженер
- Монастырёв, Нестор Александрович (1914)
- Подгурский, Николай Люцианович (1907)
- Подгорный, Яков Иванович (1907)
- Петров, Николай Александрович (1914), инженер-механик
- Ризнич, Иван Иванович (1907)
- Солдатов, Яков Саввич (1907), инженер-механик
- Щеглов, Александр Николаевич (1911)